# 可宜
可宜（英語：Natalie Mitchell，1984年6月28日—），港英混血兒，於香港土生土長，早年就讀聖保祿學校（幼稚園至中學），並到英國倫敦大學學院完成土木工程系學位，2008年經香港有線電視主播大募集而入行，曾為有線娛樂新聞台主播，在2016年10月離職。丈夫是香港籃球員鄭錦興。

## 演出

### 節目主持（香港有線電視）
- 2008年 - 2016年：有線娛樂新聞台主播
- 2010年：絲路·千年一嘆
- 2011年：怪談·靈異直播
- 2013年：美少女的奇幻漂流
- 2014年：今日觀點 夏日對決
- 2014年：我是香港人
- 2015年：娛樂熱辣辣

### 節目主持（ViuTV）
- 2018年：晚吹 — 罪光燈

### 節目主持（香港開電視）
- 2022年：有種老闆娘

### 其他演出
- 2017年：第11屆亞洲電影大獎主持
- 2017年：ViuTV《晚吹 — 總有一件喺左近》（第24集嘉賓）

## 外部連結
- 可宜的Facebook專頁（繁體中文）
- 可宜的Instagram帳戶（繁體中文）